# Zairo - Il primo giorno
Zairo - Il primo giorno è un cortometraggio interattivo del 2010 diretto da Antonio Centomani.

## Trama
Zairo è un poliziotto a cui sono affidati compiti speciali, tra cui quello di scoprire il modus operandi e le relazioni tra le criminalità organizzate internazionali e le mafie italiane. Ciò che lo rende unico è la sua storia: Zairo, oltre a un altro bambino, è stato adottato da Mr. Lian, un influente uomo d'affari cinese, la cui vera identità è quella di uno dei quattro boss della più importante organizzazione criminale cinese, Stella Nera. Mr. Lian ha sempre cercato di tenere fuori dalle attività di malaffare i suoi figli adottivi i quali, d'altronde, sono sempre stati malvisti dai tre rimanenti capi di Stella Nera. Morto il padre, i due ragazzi prendono strade diverse: Zairo entra nella polizia, mettendo a disposizione dello Stato la sua conoscenza degli organigrammi e degli equilibri mafiosi; il fratello, invece, scappa con l'aiuto di una gang albanese e diventa informatore di Zairo.

## Distribuzione
Il film venne distribuito per il mercato home video nel maggio del 2010.

## Sequel
Il film avrebbe dovuto essere il primo capitolo di una serie di 12. Il secondo episodio, intitolato Zairo: The Deceiving Grace, venne annunciato a fine novembre 2010, avrebbe dovuto essere girato tra Miami, Roma e Bologna e sarebbe dovuto uscire nell'aprile dell'anno seguente. Il progetto, tuttavia, non proseguì oltre.

## Meccanica di gioco
La storia di Zairo offre allo spettatore la possibilità di scelta sulle decisioni cruciali che il poliziotto deve prendere affinché la missione giunga a buon esito, attraverso il proprio telecomando. Il film è realizzato in modo che ad ogni cambio di scelta si acquisiscano determinate informazioni ed elementi chiave, e al contempo, se ne perdano altri. 
Una costante che risalta in tutto il film è la ricerca di un codice in lettere cinesi acquisibile solo avendo osservato tutte le scene. Al giocatore viene richiesto di mettere le lettere nel giusto ordine di apparizione al fine di superare la fase finale della missione.
Per quanto riguarda le sliding doors, queste sono caratterizzate, per la maggior parte, dall'apparizione in un luogo neutro di alcuni personaggi del film, i quali parleranno direttamente al giocatore, indicandogli le possibilità di scelta e, a volte, attirandolo in un tranello. Una delle sliding doors è caratterizzata, inoltre, dall'apparizione di un'informazione acquisibile solo telefonando ad un numero verde, che mette lo spettatore in comunicazione con la voce dell'attrice Alessia Fabiani.